# قشلاق بیگ‌علی وسطی
قشلاق بیگ علی وسطی یک روستا در ایران است که در استان اردبیل واقع شده‌است. قشلاق بیگ علی وسطی ۴۲ نفر جمعیت دارد.